# Pro Bowl
La Pro Bowl és un partit amistòs entre els millors jugadors dels equips de cada lliga de la NFL, per una part hi ha la AFC (American Football Conference, en les seves sigles en anglès) i per l'altra part els millors jugadors dels equips de la NFC (National Football conference, en les seves sigles en anglès). És un partit realment interessant, ja que juguen junts els millors jugadors dels Estats Units. A l'NBA i a la NHL, les altres lligues majoritàries d'esport als Estats Units, també hi ha altres partits semblants, partits de les estrelles, i com a la NFL també reben molta audiència al retransmetre-ho en directe, no només als Estats Units sinó també arreu del món.

## Data en què es juga
La Pro Bowl és un partit que es juga després de la final de la Super Bowl i que marca el final de la lliga de futbol americà. Es va començar a celebrar a partir de la temporada de l'any 1951. Aquest partit, des de l'any 1980 (29 anys després de la seva fundació oficial) se celebra a Honolulu, Hawaii. Només hi ha hagut una excepció des de l'any 1980, va ser que es va realitzar a Miami, juntament amb la final de la Super Bowl. Durant la temporada del 2012-2013 la Pro Bowl es va realitzar una setmana abans de la Super Bowl per a aconseguir més públic i més entusiasme per a la final i que no decaigués l'ànim.